# Mario Gruppioni
Mario Gruppioni, né le 13 septembre 1901 et mort le 19 janvier 1939 à Bologne, est un lutteur italien spécialiste de la lutte gréco-romaine.

## Carrière
Mario Gruppioni participe aux Jeux olympiques d'été de 1932 à Los Angeles et remporte la médaille de bronze dans la catégorie des poids mi-lourds.